# Lille stormsvale
Lille stormsvale (Hydrobates pelagicus) er med sin vægt på ca. 23-30 gram, en længde på ca. 16 cm og et vingefang på omkring 37-42 cm en af de mindste havfugle, som findes. Den kan leve i op til 20 år. Den ligner overfladisk bysvalen i størrelse og farvetegning med en sort overside og hvid overgump. Den har sorte ben og lige afskåret hale.
Flugten sker med konstant vingeaktivitet i modsætning til stor stormsvale, der har store svæveture og hurtige skift af retning og hastighed. Som mange havfugle har lille stormsvale en klodset gang på grund af de korte ben. Den har da også kun brug for at gå i yngletiden, da stormsvalen ellers altid er på vingerne over havet, hvor den gerne følger skibe. Den søger føden, som består af fisk, plankton og krebsdyr, langt ude på det åbne hav.
- Færøske frimærker
- 9 kr. frimærke med Lille stormsvale fra 2005
- 20 kr. frimærke med Lille stormsvale fra 2005

Antagelig findes verdens største koloni af lille stormsvale i Urðini på Nólsoy. Stormsvalens hovedudbredelse er i et område mellem Island, Lofoten og Skotland. På Færøerne er der ringmærket ca. 30.000 af arten. Ud fra tilbagemelding af ringmærkede fugle ser det ud til, at de overvintrer nær Sydafrika.
Lille stormsvales årsrytme: De første fugle ankommer til Europa sidst i maj måned fra Sydafrika. Deres redeplads er oftest anbragt i stengærder og huller mellem stenene. Fuglen har, når den yngler, en snurrende stemme med skiftende intensitet, afbrudt af korte hik. Fuglen yngler på mindre øer. I juli – august måned lægges et enkelt, stort hvidt æg på ca. 7 gram, som de så ruger på i ca. 38-50 dage. For at undgå, at rovdyr bliver tiltrukket til reden, besøger den lille stormsvale kun reden om natten og kan i helt måneklare nætter helt undgå den. Når ungen er udklækket, bliver den fodret hver nat i ca. 50 dage, og da er ungen overfed, hvorefter forældrefuglene forlader den. I løbet af 8-12 dage har den tabt sig så meget, at den kan lette og begynde sin lange rejse mod Sydafrika. Ungerne vender hjem igen, når de er 2 år, og de begynder at yngle, når de er 3-4 år gamle.
Den lille stormsvale kan bedst observeres på land om natten. En af verdens største kolonier findes på den lille færøske ø Nólsoy, hvor fuglens navn er Drunnhvíti. En drunnur er en bagdel, og fordi den er hvid (hvítur), hedder fuglen "hvide-bagdel". I Danmark er den lille stormsvale en meget sjælden trækgæst.